# Hintere Gasse
De Hintere Gasse, een variant van het wandelpad de Bärentrek, is een reeks passen in het Berner Oberland die de bergketen van de Berner Alpen van de noordelijk gelegen Berner Vooralpen scheidt. Zij verbindt de naar het noorden afvallende dalen van het Berner Oberland met elkaar.
Vanuit het oosten beginnend, verloopt de Hintere Gasse van Meiringen over de Grosse Scheidegg naar Grindelwald. Vandaar over de Kleine Scheidegg naar Stechelberg. Vanuit Stechelberg over de Sefinenfurgge in het Kiental. Dan over Hohtürli naar Kandersteg. Over de Bunderchrinde naar Adelboden via de Hahnenmoos naar Lenk. Vandaar via de Trütlisbergpas bij de Iffigenalp naar Lauenen, over de Chrinne naar Gsteig en via de Col du Pillon naar Les Diablerets van waaruit de Grande Eau in de Rhône stroomt bij Aigle.
De Hintere Gasse is een deeltraject van de Via Alpina in Zwitserland.

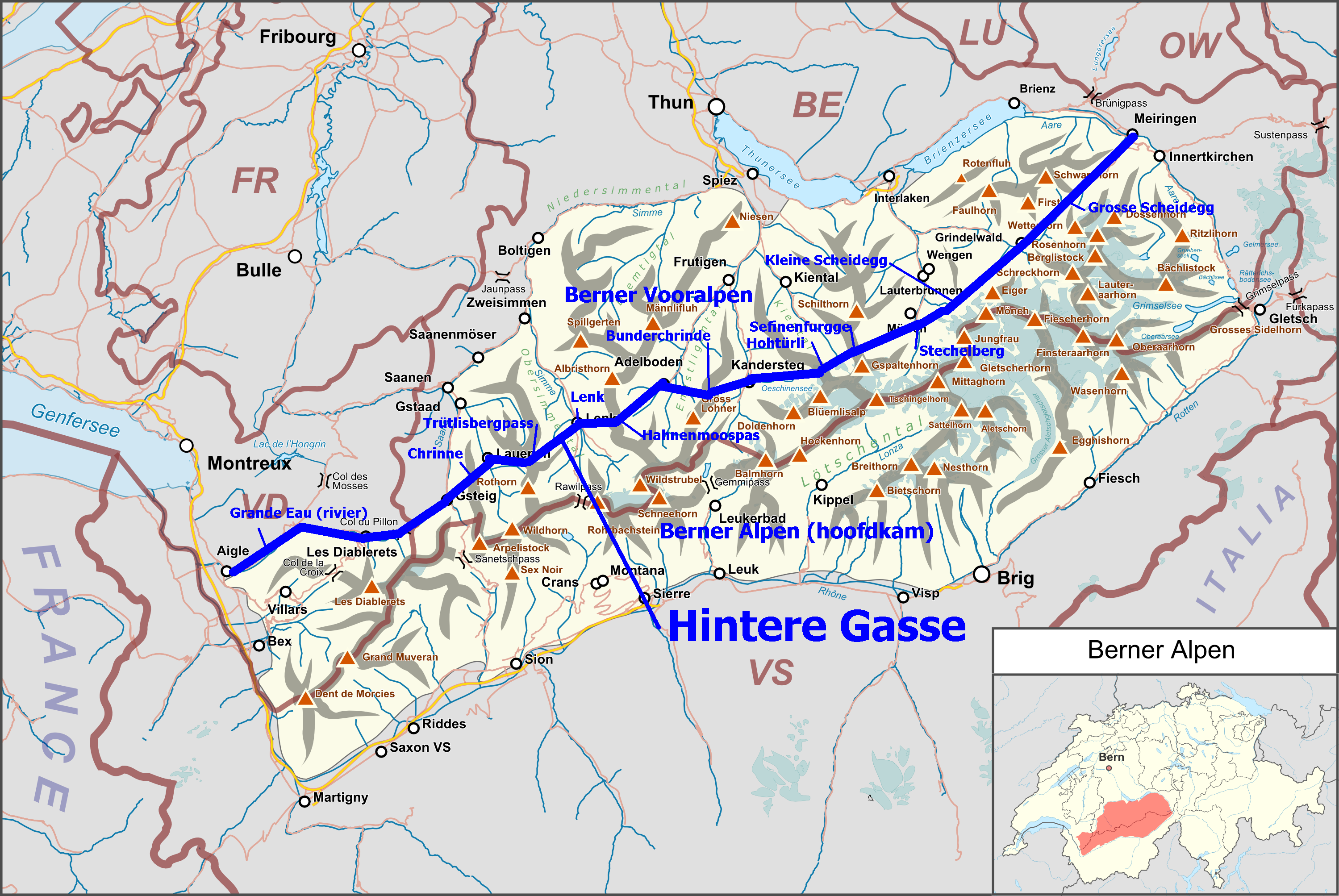
Geschematiseerde Hintere Gasse door de Berner Alpen